# James Albert Murray
James Albert Murray (ur. 5 lipca 1932 w Jackson, Michigan, zm. 5 czerwca 2020 w Kalamazoo) – amerykański duchowny katolicki, biskup Kalamazoo w latach 1997–2009.

## Życiorys
Po ukończeniu seminarium duchownego w Plymouth otrzymał Święcenia kapłańskie 7 czerwca 1958 i inkardynowany został do diecezji Lansing. Był m.in. rektorem katedry diecezjalnej, kanclerzem i moderatorem kurii. Od roku 1993 nosił tytuł prałata.
18 listopada 1997 papież Jan Paweł II mianował go ordynariuszem Kalamazoo.  Sakry udzielił mu ówczesny metropolita Detroit kard. Adam Maida. Na emeryturę przeszedł 6 kwietnia 2009.